# Agrostis dulcis
Agrostis dulcis é uma espécie de gramínea do gênero Agrostis, pertencente à família Poaceae.